# جنوب السودان
جنوب السودان أو رسميا جمهورية جنوب السودان هي بلد غير ساحلي في شمال شرق أفريقيا التي نالت استقلالها من السودان في عام 2011. عاصمتها الحالية جوبا، وهي أيضًا أكبر مدنها. وكان مخططا أن يتم تغيير العاصمة إلى رامشيل التي تقع في مكان أكثر مركزية وذلك قبل اندلاع الحرب الأهلية. يحد جنوب السودان، السودان في الشمال وإثيوبيا من الشرق، وكينيا من الجنوب الشرقي، وأوغندا إلى الجنوب، وجمهورية الكونغو الديمقراطية إلى الجنوب الغربي، وجمهورية أفريقيا الوسطى إلى الغرب. ويشمل منطقة مستنقعات شاسعة من السد، التي شكلها النيل الأبيض والمعروف محليًا باسم بحر الجبل.
احتلت أراضي الحديثة جنوب السودان وجمهورية السودان من قبل مصر في عهد سلالة محمد علي العثمانية، وبعد ذلك حكمت باعتبارها عمارات الأنجلو-المصرية، إلى حين تحقق استقلال السودان في عام 1956. وبعد الحرب الأهلية السودانية الأولى، تم تشكيل منطقة جنوب السودان الذاتية الحكم عام 1972 واستمرت حتى عام 1983. وسرعان ما وضعت الحرب الأهلية السودانية الثانية أوزارها وانتهت مع اتفاق السلام الشامل لعام 2005. وفي وقت لاحق من ذلك العام، تم استعادة الحكم الذاتي في الجنوب عندما تم تشكيل حكومة الحكم الذاتي في جنوب السودان.
أصبح جنوب السودان دولة مستقلة بتاريخ 9 يوليو عام 2011، في أعقاب الاستفتاء الذي حصل على موافقة بنسبة 98.83% من الأصوات. وهي دولة عضو في الأمم المتحدة، دولة عضو في الاتحاد الأفريقي، من جماعة شرق أفريقيا، والهيئة الحكومية الدولية المعنية بالتنمية. وفي يوليو 2012، وقعت جنوب السودان لاتفاقيات جنيف. عانى جنوب السودان الصراع الداخلي منذ استقلالها؛ اعتبارًا من 2016 لديها ثاني أعلى درجة على مؤشر الدول الهشة (سابقًا مؤشر الدول الفاشلة).

## التاريخ السياسي
تاريخ جنوب السودان لا يعرف عنه إلاَّ القليل قبل عام 1820، وبدأ كثيراً من الأوروبيين رحلاتهم لاكتشاف منابع النيل، وخلال فترة الحكم المصري قبل عام 1885 عَيّن الخديوي بعض الأوروبيين كمديرين للاستوائية لخدمة أغراضه ومدّ نفوذه وقد اشتهرت فترة الحكم التركي وفترة حكم المهدية 1885 - 1899 بغارات جلب الرقيق التي قام بها بعض الأوروبيين والمصريين وأهل شمال السودان مما نجم عنه شعور زائد بالكراهية وولّد خوفاً شديداً تجاه الشماليين. بالطبع فقد حُرِّمت تجارة الرقيق بعد الاحتلال الإنجليزي عام 1899. من ناحية الدين والمعتقدات فأغلبية سكان شمال السودان يعتنقون الدين الإسلامي أما معظم سكان الجنوب فلا دينيين وقد بدأت الإرساليات المسيحية عملها في الجنوب منذ عام 1848 وتم زيادة نشاطها وتنظيمه بعد الفتح في عام 1899 وقد سمح لكل من الإرسالية الكاثوليكية والإرسالية البروتستانية بالعمل التبشيري في جنوب السودان مع تكليفها بمسؤولية نشر التعليم بين أبناء وبنات الجنوب بل وقدّمت لها إعانات مالية من الحكومة بدءاً من عام 1927.
يعد التاريخ السياسي لجنوب السودان من الملفات المهمة لفهم طبيعة السودان الخاصة، حيث تضافرت مجموعة من العوامل على تقسيم السودان معنويًا قبل أن تصبح حدوديًا في القرن التاسع عشر عندما استعمرت بريطانيا السودان مع مصر. قامت السياسات الاستعمارية على إظهار الاختلافات الإثنية واللغوية والعرقية والدينية، وفرقت المملكة المتحدة في التعامل مع الجنوب والشمال في قضايا أهمها التعليم، فبدأت تظهر الاختلافات الثقافية وساد اعتقاد لدى الأوساط المسيحية في الجنوب أن الشماليين هم تجار رقيق. وبعد جلاء القوات بريطانيا وانفصال السودان عن مصر طالب الجنوبيون أن يكون لهم نظام خاص لهم داخل الدولة السودانية الموحدة، وهو الأخذ بنظام الفدرالية، ولكن الحكومة رفضت الاقتراح معللة إنه يؤدي إلى انفصال الجنوب كتطور طبيعي.
في أغسطس 1955 تمرد بعض أعضاء الفرقة الجنوبية من الجيش السوداني بإيعاز من المملكة المتحدة ضد الشمال، حيث كانت هناك شكوك لدى الجنوبيين على سياسات وزارة إسماعيل الأزهري التي تشكلت في يناير من نفس العام. وفي عام 1958 وبعد تولي إبراهيم عبود للسلطة قامت الحكومة العسكرية باتباع سياسة التذويب بالقوة مع الجنوبيين، وأدى ذلك إلى مطالبة الأحزاب الجنوبية وعلى رأسهم «حزب سانو» باستقلال الجنوب، كما تم تشكيل حركة أنانيا التي بدأت عملياتها العسكرية في عام 1963، وبعد الشد والجذب تم بحث تسوية سلمية للصراع، حيث عقد مؤتمر المائدة المستديرة عام 1965. وفي عام 1972 تم توقيع اتفاقية أديس أبابا والتي أعطت للإقليم الحكم الذاتي في إطار السودان الموحد، إلا أنه في يوليو وسبتمبر من عام 1983 أصدر الرئيس جعفر نميري عدة قرارات أطاحت بالاتفاق منها تقسيم الإقليم إلى ثلاثة أقاليم ونقل الكتيبة (105) وبعض الجنود إلى الشمال واتهام قائدها كاربينو كوانين باختلاس أموال، كما تم إرسال قوات لإخضاعها فأدى ذلك إلى هروبها إلى الأدغال الاستوائية لتصبح فيما بعد نواة لجيش الرب، فكلّفت الحكومة العقيد جون قرنق بتأديب الكتيبة، إلا أنه أعلن انضمامه إلى المتمردين مؤسسًا الحركة الشعبية لتحرير السودان ولها جناح عسكري عبارة عن جيش، وأعلن أن هدف الحركة هو «تأسيس سودان علماني جديد» قائم على المساواة والعدل الاقتصادي والاجتماعي داخل سودان موحد، وقام برفع شعارات يسارية فحصل على دعم من إثيوبيا وكينيا خصوصًا الرئيس الإثيوبي منغستو هيلا ميريام.
وبعد الإطاحة بنظام جعفر النميري عبر انتفاضة شعبية عام 1985 كان هناك أمل في التوصل إلى اتفاق مع الحركة، ولكنه فشل بعد اجتماع رئيس الوزراء الجديد الصادق المهدي مع قرنق بعام 1986. وفي نوفمبر من عام 1988 تم إبرام اتفاق بين قرنق ومحمد عثمان الميرغني في أديس أبابا والذي نصّ على تجميد قرارت سبتمبر 1983، ولكن هذا الاتفاق لم يأخذ طريقه إلى التنفيذ بعد انقلاب يونيو 1989 بقيادة عمر البشير والتي تبنّت شعار «الجهاد الإسلامي» ضد القوى الجنوبية مستعينة بتسليح مليشيات تدعى قوات الدفاع الشعبي، وحققت الحكومة عددة انتصارات عسكرية.
وفي أغسطس 1991 وبعد سقوط نظام منغستو في إثيوبيا وانشقاق الحركة الشعبية، حاولت الحكومة الاستفادة من هذا الانشقاق فأجرت الاتصال منفردة مع لام أكول بوثيقة عرفت باسم «وثيقة فرانكفورت» والتي وقعت في يناير من عام 1992، إلا أن الحكومة السودانية أنكرتها بعد ذلك. وفي مايو 1992 وتحت رعاية الرئيس النيجيري إبراهيم بابنجيدا أجريت الجولة الأولى للمفاوضات في أبوجا، ثم الجولة الثانية في مايو من عام 1993، ولكن لم تسفر هذه المفاوضات عن شيء. وتضاعفت الجهود الدولية من خلال «منظمة الإيغاد» إلى أن تم توقيع اتفاق إطاري يُسمى «بروتوكول ماشاكوس» وذلك في يوليو من عام 2005 والذي أعطى للجنوب حكم ذاتي لفترة انتقالية مدتها 6 سنوات، وحق تقرير المصير وفرصة للجنوبيين لتفكير في الانفصال، كذلك أعطى الفرصة في بناء مؤسسات الحكم الانتقالية كنوع من الضمانات. وفي 9 يناير 2005 وقعت الحكومة والحركة الشعبية لتحرير السودان اتفاقية السلام الشامل في نيفاشا، والذي نصت بنوده على:
- حق تقرير المصير للجنوب عام 2011.
- إجراء انتخابات عامة على كافة المستويات في مدة لا تتجاوز عام 2009.
- تقاسم السلطة بين الشمال والجنوب.
- تقاسم الثروة.
- إدارة المناطق المهمشة بين الشمال والجنوب.
- الترتيبات الأمنية.

تم الاستفتاء على تقرير المصير في 9 يناير 2011 وصوّت الجنوبيون باكتساح للانفصال.

### الحرب الأهلية (2013–2020)

الوضع العسكري في جنوب السودان في 22 مارس 2020
تحت سيطرة حكومة جنوب السودان
تحت سيطرة الحركة الشعبية لتحرير السودان المعارضة
تحت سيطرة حكومة السودان

## التقسيم الإداري

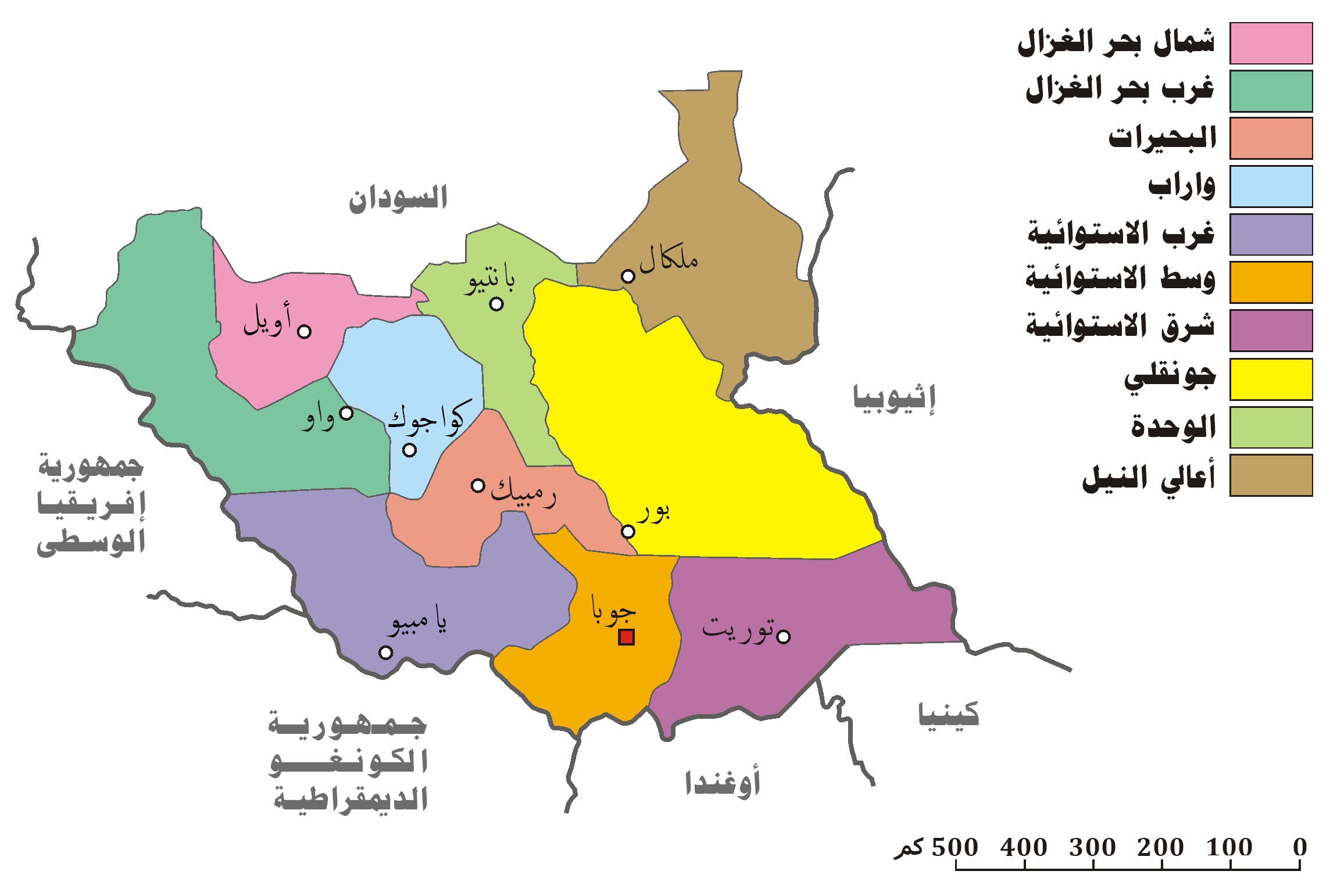

بموجب شروط اتفاقية السلام الموقعة في 22 فبراير 2020، ينقسم جنوب السودان إلى 10 ولايات ومنطقتين إداريتين ومنطقة واحدة ذات وضع إداري خاص. وهي:
1. ولاية الاستوائية الوسطى وعاصمتها جوبا وتنقسم إلى ستة مقاطعات و 45 بيام. وتبلغ مساحتها 43.033 كيلومتر مربع، عدد سكانها 1.103.557 نسمة.
2. ولاية غرب الاستوائية وعاصمتها يامبيو وتنقسم إلى عشرة مقاطعات و 48 بيام وتبلغ مساحتها 79.343 كيلومتر مربع، عدد سكانها 619.029 نسمة.
3. ولاية شرق الاستوائية وعاصمتها توريت وتنقسم إلى ثمانية مقاطعات و 53 بيام وتبلغ مساحتها 73.472 كيلومتر مربع، عدد سكانها 906.161 نسمة.
4. ولاية البحيرات وعاصمتها رمبيك وتنقسم إلى ثمانية مقاطعات و 49 بيام وتبلغ مساحتها 43.595 كيلومتر مربع، عدد سكانها 695.730 نسمة.
5. ولاية واراب وعاصمتها كواجوك وتنقسم إلى سبعة مقاطعات و 47 بيام وتبلغ مساحتها 45.567 كيلومتر مربع، عدد سكانها 972.928 نسمة.
6. ولاية غرب بحر الغزال وعاصمتها واو وتنقسم إلى ثلاثة مقاطعات و 16 بيام وتبلغ مساحتها 91.076 كيلومتر مربع. عدد سكانها 333.431 نسمة.
7. ولاية شمال بحر الغزال وعاصمتها أويل وتنقسم إلى خمسة مقاطعات و 39 بيام وتبلغ مساحتها 30.543 كيلومتر مربع. عدد سكانها 720.898 نسمة.
8. ولاية جونقلي وعاصمتها بور وتنقسم إلى إثني عشر مقاطعة و 75 بيام وتبلغ مساحتها 122.581 كيلومتر مربع. عدد سكانها 1.358.602 نسمة.
9. ولاية الوحدة وعاصمتها بانتيو وتنقسم إلى تسعة مقاطعات و 73 بيام وتبلغ مساحتها 37.837 كيلومتر مربع. عدد سكانها 585.801 نسمة.
10. ولاية أعالي النيل وعاصمتها ملكال وتنقسم إلى عشرة مقاطعات و 70 بيام وتبلغ مساحتها 77.283 كيلومتر مربع. عدد سكانها 964.353 نسمة.

## الاتفاق الجنوبي - الجنوبي
بعد موت جون قرنق اتحد جيش تحرير الشعب السوداني وقوات دفاع جنوب السودان في يناير من عام 2006 في ما عرف باسم إعلان جوبا، وتم انتخاب الجنرال ماتيب نائب للقائد وتضاعفت عدد القوات المسلحة من 30.000 إلى 130.000 جندي.

### المناخ

خريطة تصنيف كوبن للمناخ في جنوب السودان

## السكان

### الديانات
تشمل الأديان التي يتبعها سكان جنوب السودان ديانات السكان الأصليين التقليدية والمسيحية والإسلام. يعود آخر تعداد لتحديد ديانة السكان إلى عام 1956 حيث تم تصنيف الغالبية من السكان على أنهم من معتنقي المعتقدات التقليدية أو المسيحية بينما بلغت نسبة المسلمين حوالي 18٪. تشير الدراسات العلمية  وبعض مصادر وزارة الخارجية الأمريكية  إلى أن غالبية سكان جنوب السودان لا يزالون محافظين على معتقدات السكان الأصليين التقليدية (يشار إليها أحيانًا بالأرواحية) مع أقلية من السكان المنتمين إلى الدين المسيحي، ومع ذلك وفقًا لتقرير الحرية الدينية الدولي الصادر عن وزارة الخارجية الأمريكية لعام 2012، يلتزم غالبية السكان بالمسيحية، في حين لا تتوفر إحصاءات موثوقة عن المعتقدات الوثنية والمسلمة.
معظم المسيحيين هم كاثوليك وأنجليكانيون، على الرغم من نشاط الطوائف الأخرى أيضاً. وفي آخر إحصاء رسمي ذكر الكتاب السنوي للتبشير في عام 1981 والذي يصدره مجلس الكنائس العالمي أن 2% من أهالي الجنوب (وثنيون لا يؤمنون بأي دين)، والبقية 18% مسلمون و 80% مسيحيون بينما تنتشر المسيحية في الولايات الأخرى.
وتجدر الإشارة إلى أن رئيس جنوب السودان سيلفا كير هو مسيحي كاثوليكي أكد على أن جنوب السودان دولة سوف تقوم على احترام حرية الاعتقاد.

### المجموعات العرقية

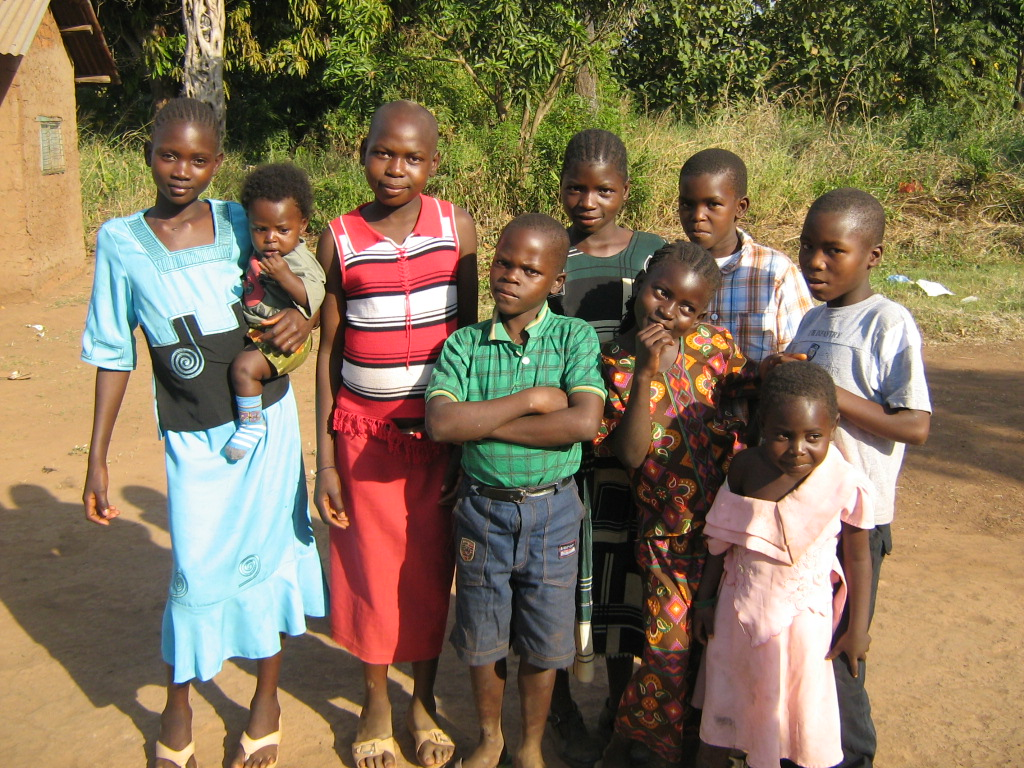

يضم جمهورية جنوب السودان عدد من القبائل الأفريقية وتنقسم إلى (1) النيلية مثل الدينكا والنوير والشيرلوك والشلك والأشولي والجور، (2) قبائل نيلية حامية مثل الباريا واللاتوكا والمورلي (3) سودانية بانتوية مثل الزاندي والفرتيت. ويقدر سكان جنوب السودان بما يقارب 8 ملايين نسمة ولا يوجد تعداد دقيق للجماعات العرقية. إلا أنه يعتقد أن أكبر جماعة عرقية هي الدينكا تليها النوير، الشلك والزاندي.

### اللغة

خريطة تبين مدى تنوع لغات جنوب السودان، والتي يعد عربي جوبا لغة التواصل المشترك بين متحدثيها.

توجد في جمهورية جنوب السودان العديد من اللغات الأفريقية المحلية وتستخدم اللهجة العربية المحلية التي تعرف بعربي جوبا نسبة للعاصمة السياسية جوبا على نطاق واسع. ولكن لغة التعليم والحكومة والأعمال هي الإنجليزية، وهي اللغة الرسمية لجنوب السودان منذ عام 1928، واعترف بها كلغة أساسية لجنوب السودان في أواخر ثمانينات القرن العشرين. واللغة العربية المتميزة في جنوب السودان والتي تعرف باسم عربي جوبا تكونت في القرن التاسع عشر بين أحفاد العساكر السودانيين وهي منحدرة من لغة قبيلة باري التي تستخدم على نطاق واسع.
كما توجد العديد من اللغات الأفريقية أفريقية التي يتم استخدامها بأشكال مختلفة منها على سبيل المثال لا الحصر في لغة الندوقو في ولاية غرب بحر الغزال ولغة الباي ولغة القولو ولغة السيري ولغة البلندا، وأيضًا نجد لغات أخرى وهي طوك جينق أو لغة الدينكا والتي ينطق بها حوالي 5,000,000، وطوك ناس أو لغة النوير والتي ينطق بها حوالي 2,000,000، وضوق شلو أو لغة الشلوك والتي ينطق بها حوالي مليون نسمة. لغة الدينكا تستعمل في ولاية أعالي النيل وولاية الوحدة وولاية جونقلي وولاية غرب بحر الغزال وولاية شمال بحر الغزال وولاية وآراب وولاية البحيرات أي في سبع ولايات من ولايات جمهورية جنوب السودان بالإضافة إلى دينكا نقوك في منطقة أبيي، كما تستعمل لغة النوير في كل من ولاية أعالي النيل وولاية الوحدة وولاية جونقلي، ولغة الشلوك تستعمل في ولاية أعالي النيل فقط.

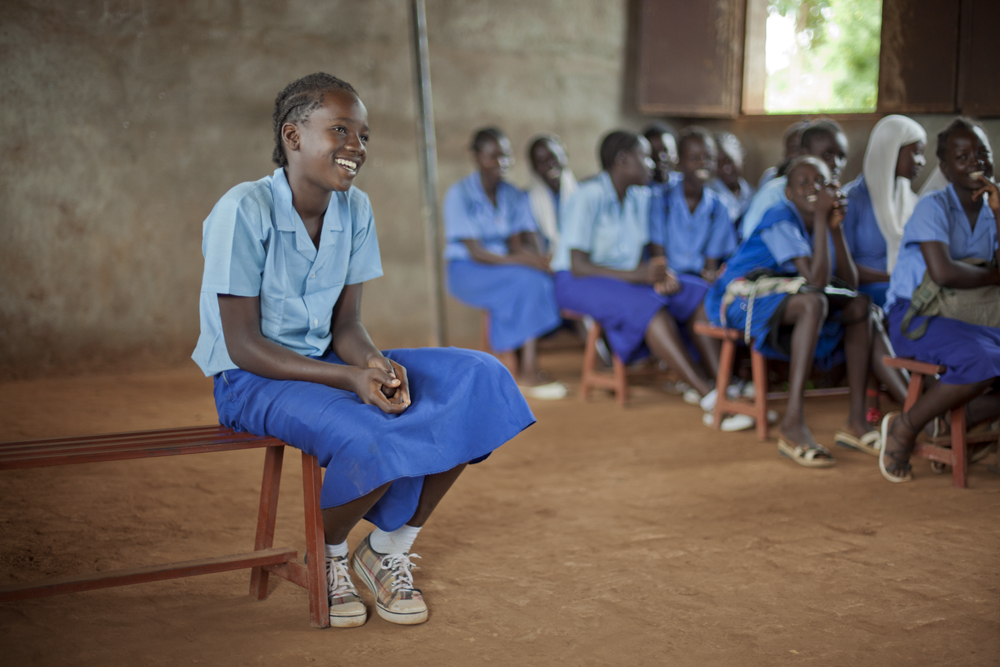
فصل دراسي تديره منظمة أوكسفام الخيرية.

## التعليم
يتبع النظام التعليمي بجنوب السودان نظام 8+4+4 لتقسيم السنوات التعليمية الابتدائية والثانوية والجامعية (على غرار كينيا). وهذا يخالف نظام 6+3+3 المتبع سابقًا بإقليم جنوب السودان، والذي انتهج منهج نظام دولة السودان التعليمي.
لغة التعليم الرسمية لجميع المراحل التعليمية بجنوب السودان هي الإنجليزية، على خلاف اللغة العربية لغة التعليم الرسمية بدولة السودان. اعتمدت اللغة الإنجليزية لغة رسمية وفي عام 2007. لكن هناك نقصًا خطيرًا بمعلّمي اللغة الإنجليزية وأيضًا بمعلّمي المجالات العلمية والتقنية بالإنجليزية.
افتتحت أول مكتبة عامة بجنوب السودان في 1 أكتوبر 2019 وهي مكتبة جوبا للسلام العامة الواقعة بمنطقة جوديلي 2. توظف المكتبة حاليا أكثر من أربعين متطوعًا وتقتني أكثر من 13000 كتابًا.

## الاقتصاد

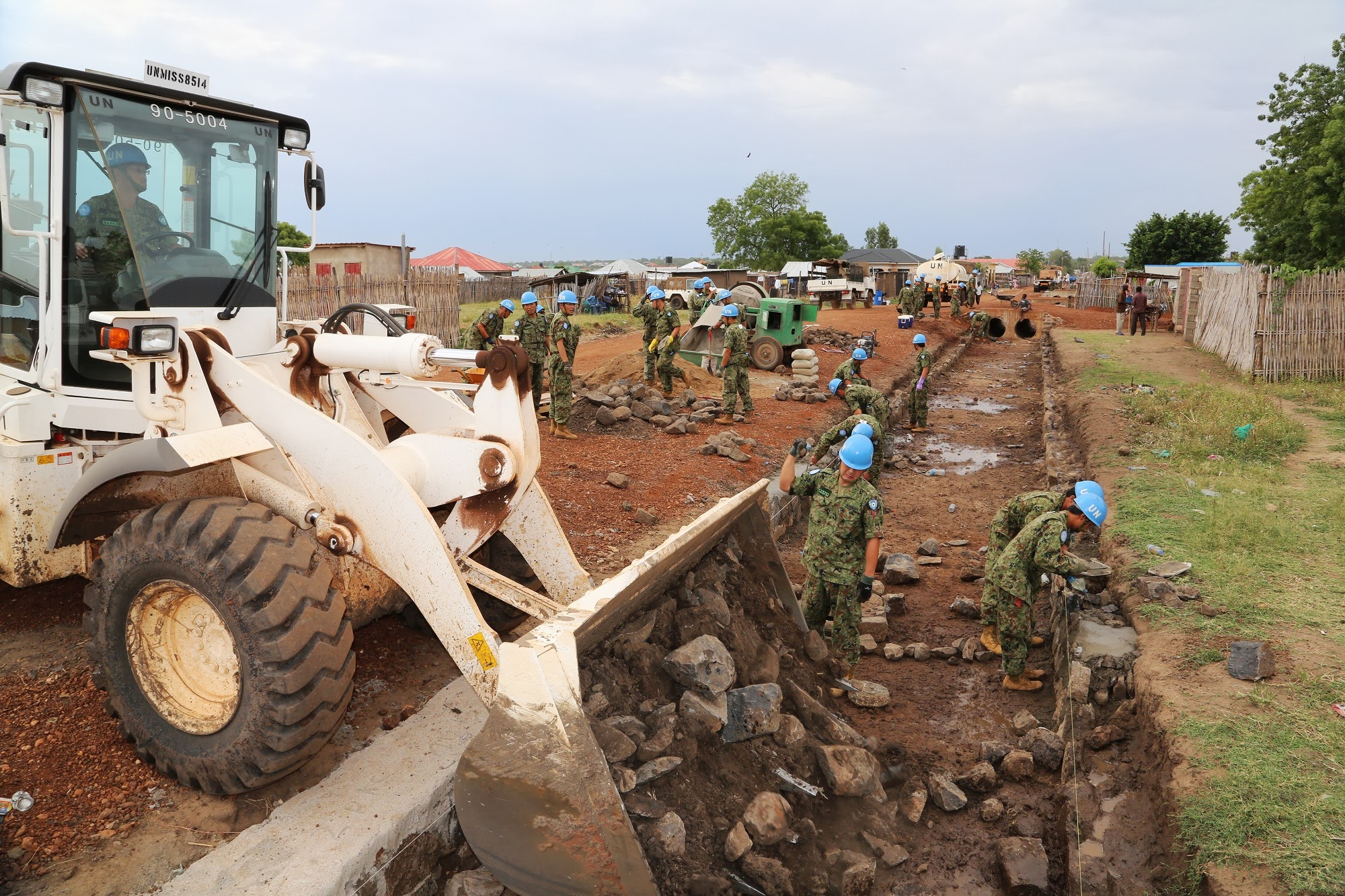
غياب وتدهور البنية التحتية من المشاكل التي تواجه الدولة الوليدة، ومن اهتمامات بعثة الأمم المتحدة.

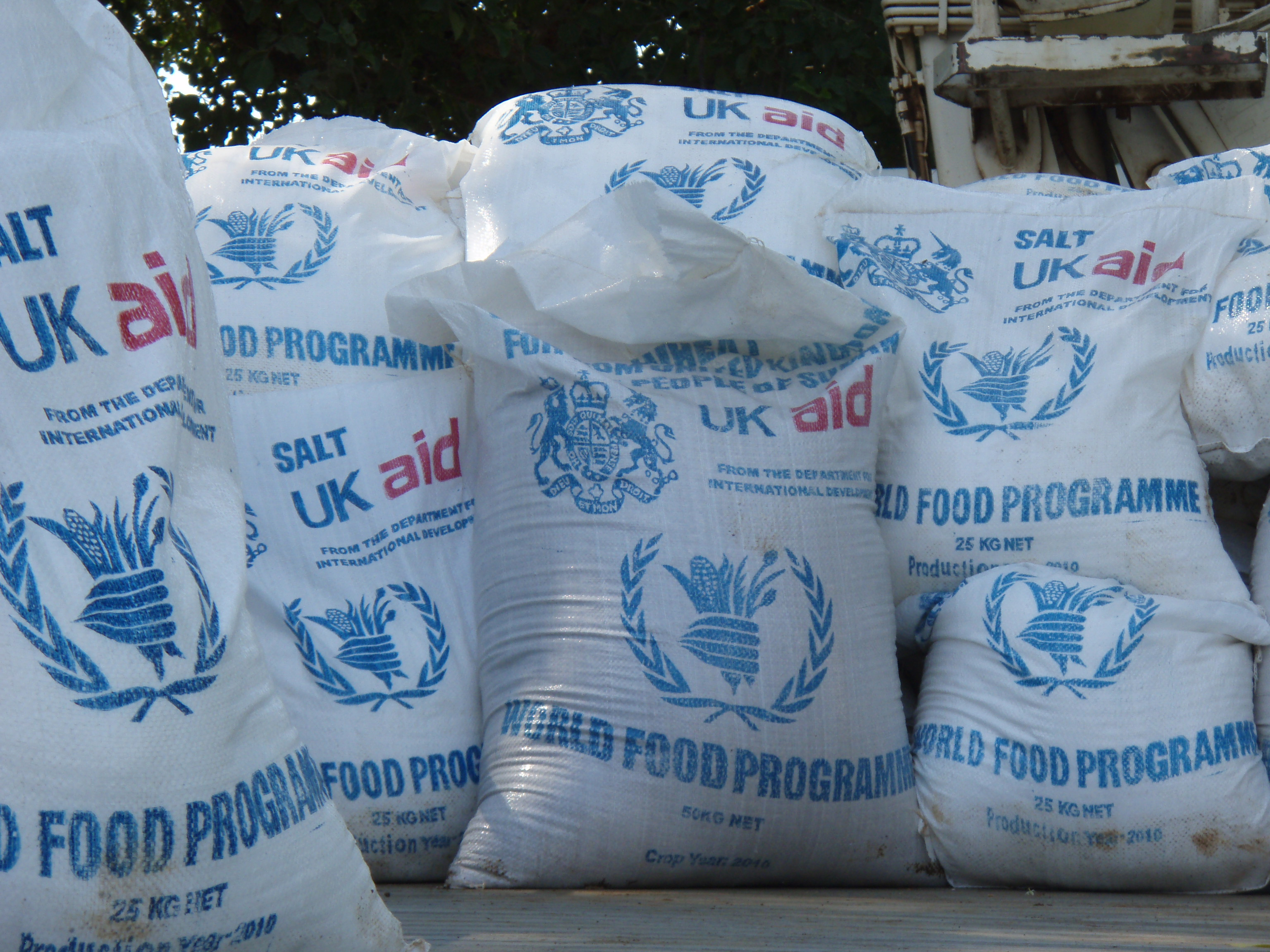
تعتمد جنوب السودان على المساعدات الإنسانية إلى حد كبير

تمتاز جمهورية جنوب السودان بأنها منطقة غنية بالموارد الطبيعية، ويعتبر البترول من أهم الصادرات حيث تتركز فيه ما نسبته 85% من احتياطي السودان السابق. وتتركز الثروة البترولية والمعادن في مناطق النوير (بانتيو) والدينكا (فلوج وعداريل إلخ).
مع ذلك، مصدر الدخل الرئيسي لأغلب السكان هو زراعة الكفاف، ويعيش أكثر من نصف سكان جنوب السودان في فقر مدقع. دعا ذلك الجمعية العامة للأمم المتحدة في ديسمبر 2012 إلى إضافة جنوب السودان إلى قائمة البلدان الأقل نماء.

### النفط

النفط أحد أهم الملفات في علاقات جنوب السودان والسودان.

كانت حقوق امتياز استخراج النفط السوداني منذ عام 1974 (أثناء حكم جعفر النميري) بيد شركة شفرون الأمريكية التي حفرت 90 بئراً في مساحة قدرها (42 مليون هكتار) كانت ثلاثين منها منتجة وواعدة. غير أنها -أي شيفرون- لأسباب أمنية واقتصادية وسياسية كانت قد جمدت نشاطها وخرجت من السودان منذ العام 1984. هذا علماً بأن فاتورة استيراد الطاقة والمحروقات كانت تكلف البلاد أكثر من ثلث عائداتها من الصادر (300-350 مليون دولار). وكانت الاختناقات والندرة في هذا المجال في السودان هي الأكبر منها في أية سلعة استهلاكية وحيوية أخرى.
عملت حكومة الإنقاذ في عامها الثاني 1991 على:
- استجلاب مصافي صغيرة واستغلال نفط حقل أبوجابرة والحقول الأخرى وإن كانت محدودة الإنتاج يومئذ.
- تحرير حق الامتياز من شركة شيفرون الأمريكية ومحاولة الاتصال بشركات أخرى غير واقعة تحت السيطرة الأميركية ولديها إمكانية القيام بالمهمة.

ولقد كان الأمر الثاني هو الأهم على كل حال. وقد تحقق على يد إحدى شركات القطاع الخاص السوداني المسجلة والعاملة في الخارج وهي شركة (كونكورب العالمية) ومنها انتقلت إلى الحكومة لتصب اهتمامها الكبير نحو هذا الهدف الاستراتيجي. فتداعت للمشروع بعض الشركات الصغيرة في بادئ الأمر كشركة (State Petroleum) الكندية التي تدفق على يديها النفط السوداني لأول مرة في الخامس والعشرين من يونيو حزيران 1996 بكميات لم تبلغ العشرين ألف برميل في اليوم. وكانت تنقل إلى مصفاة (الأبيض) الصغيرة بالقطارات والشاحنات.
وقد فتح ذلك الباب كما هو معلوم إلى دخول مجموعة الائتلاف التجاري (الصينية 40% والماليزية 30% والكندية 25% والحكومة السودانية 5%) لتبدأ رحلة إنتاج وتسويق النفط السوداني الحقيقية وليصبح في عداد الصناعة والإنتاج التجاري. ففي ظرف ثلاث سنوات فقط ارتفع مستوى الإنتاج من 150 ألف برميل في اليوم إلى 220 ألف برميل في اليوم حالياً وهي الكمية التي يتوقع لها أن تتضاعف خلال عامين أو ثلاثة. فقد أُقيم مركز لتجميع النفط في حقل هجليج بولاية جنوب كردفان إحدى ولايات البلاد الشمالية، ثم امتد خط أنبوب الصادر من هناك إلى شواطئ البحر الأحمر بطول 1600 كيلو متر حيث ميناء بشائر الذي أُعد خصيصاً لتصدير النفط الخام الذي يستهلك منه محلياً 60 ألف برميل في اليوم ويصدر الباقي (160 ألف برميل). وقد دشنت أول شحنة صادرة من هذا الميناء في الثلاثين من آب/ أغسطس 1999
وبقيام مصفاة الجيلي شمال الخرطوم بالتمويل مناصفة بين الحكومة السودانية وجمهورية الصين، وبطاقة إنتاجية قوامها خمسة وعشرون ألف برميل. اكتفى السودان من البنزين والغاز وأصبحت له منهما كميات للصادر أيضاً. وذلك إلى جانب مصفاة بورت سودان التي أنشئت في مفتتح الستينيات وتنتج 50 ألف برميل ينتظر أن ترتفع إلى 75 ألفا. ولعل الإنجاز المهم في هذا السياق هو قيام مركز معلومات وتدريب وتحليل وتطوير الطاقة في العاصمة الخرطوم بعد أن كان ذلك كله يتم في الخارج. وبذلك تكون قد توفرت وتكاملت إلى حدٍ كبير الصناعة النفطية في البلاد، بعد أن تداعى للمشاركة في إنتاج وتطوير هذه الصناعة الاستراتيجية شركات أوروبية وروسية وخليجية، إلى جانب الشركات الكبرى الثلاث التي نهض على يديها المشروع وهي الشركة الصينية الوطنية لإنتاج البترول والشركة الماليزية بترو ناس والكندية تلسمان.

#### الصراع على النفط

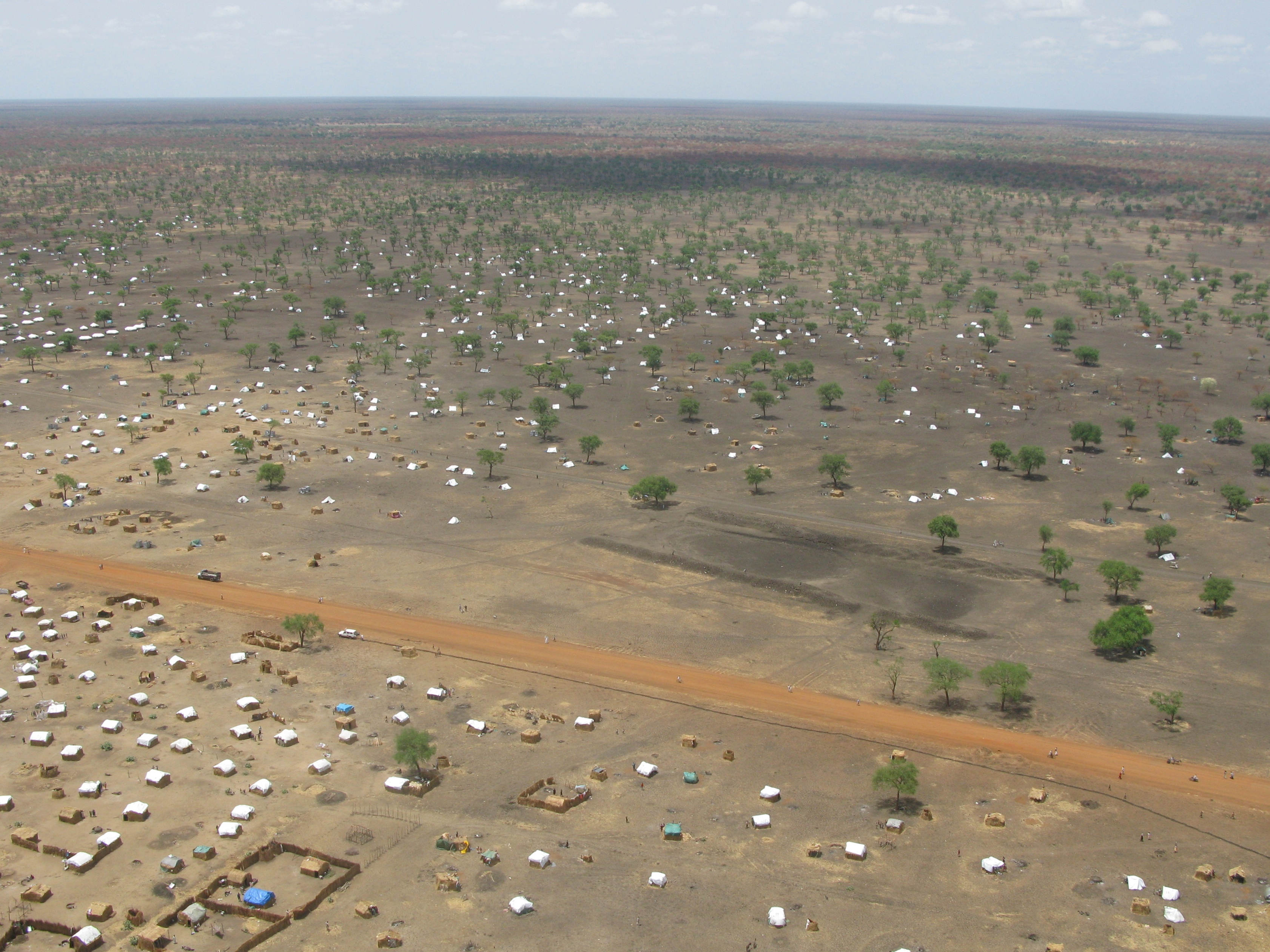
خلفت الحروب والصراعات في جنوب السودان ضحايا بمئات الآلاف، ويظهر هنا مخيم لاجئين لهاربين من الصراع الشمالي الجنوبي وبالتحديد في ولاية النيل الأزرق وولاية أعالي النيل.

بدأ الصراع على النفط بين الشمال الجنوب بمساعدة القوى الدولية الكبرى والإقليمية التي تقف خلفهما. ذلك أن النفط بعد أن أصبح سلعة للاكتفاء الذاتي والصادر وصارت له مردوداته وعائداته الإيجابية على مسيرة البلاد الاقتصادية المتعثرة فظهر ذلك على الموازنة المختلة، ومضى بها إلى التوازن، وانتهى سعر الصرف المنفلت إلى الثبات والاستقرار، ومعدل التضخم إلى الهبوط، لفت الانتباه إلى جملة أشياء من أهمها:
- أولاً: أن لعبة النفط وصراع المصالح في أفريقيا دخلت فيه قوىً غير تقليدية وهي الصين وماليزيا من البلاد الآسيوية الناهضة. ولا بد أن ذلك يثير حساسيات الآخرين وتوجساتهم إذ لم يكن وارداً في حسبانهم يوم أغلقت شيفرون الآبار وختمت عليها ويوم تخلت عن امتياز التنقيب إلى شركة معروفة لتضعها بين يدي الحكومة أن أحدا سيأتي ليفض تلك الأختام فتنطلق مسيرة النفط.
- ثانياً: أدى ظهور النفط في السودان واستغلاله تجارياً إلى تفكيك طوق العزلة المضروب على البلاد وفتحها أمام بيوت التمويل والصناديق والأفراد الذين يرغبون في الاستثمار وفي مقدمتهم صندوق النقد الدولي الذي أخذ في توفيق الأوضاع وتطبيعها مع القطر الذي طالما همّ بطرده منه في يوم من الأيام، وهذا يضر بل ويفكك نظرية الاحتواء المزدوج للنظام السوداني ومحاصرته وعزله اقتصاديا ودبلوماسياً ويصب هذا كله في النهاية ضد مصلحة المعارضة السودانية ومجموعات الضغط الأجنبية التي تساندهما.

وتأسيسًا على ذلك ظهرت ملامح الصراع وبرزت في أمرين باديين للعيان هما:
- الأول: محاولات التجمع الوطني الديمقراطي المتكررة (ثلاث مرات) ضرب أنبوب التصدير من جهة الشرق عبر التسلل من دولة إريتريا المجاورة التي تستضيفه، غير أن هذه المحاولات لم تكن فاعلة أو مؤثرة إذ كانت تحتوى وتحاصر في حينها.
- الثاني: إقحام حركة التمرد لموضوع النفط في صراعها مع الحكومة حيث وضعت إيقاف ضخه وتصديره شرطاً لازماً لوقف إطلاق النار الدائم بينها وبين الحكومة. وقد ظلت مجموعات الضغط المسيحي والكنسي والأخرى الموالية لحركة التمرد بقيادة العقيد جون قرنق ظلت خلف الكونغرس والإدارة الأميركية لتكثيف ضغوطهما على الشركات العاملة في المشروع السوداني وبخاصة الشركات الكندية والأوروبية لوقف العمل والانسحاب من المشروع جملة واحدة وإلا خضعت لعقوبات منها الحرمان من تداول الأسهم في بورصة نيويورك، كما جاءت بذلك قرارات صادرة عن الكونغرس للإدارة الأميركية التي طالبت بدورها بتجميد عائدات النفط ووضعها في حساب خاص حتى تكتمل عملية السلام في البلاد وذلك بدعوى أن الحكومة السودانية تستغل تلك الأموال في تسليح الجيش ومن ثم تأجيج نار الحرب والاستمرار فيها..!. إلى جانب ذلك رصدت الأموال والتسهيلات اللوجستية من قبل الكونغرس ووزارة الخارجية الأميركية لحركة التمرد، باعترافهما وفي وثائق مشهورة ومنشورة، ليصبح بإمكانها تحديد آبار النفط في ولاية الوحدة إحدى ولايات بحر الغزال الكبرى وبالفعل تم الهجوم على ولاية بحر الغزال في الأسابيع القليلة الماضية ولكن تم احتواء الهجوم وتمكنت الحكومة من صده.

على أنه، ومهما يكن من أمر الضغوط الأميركية التي تكاتفت على الحكومة الكندية وشركة (تلسمان) التي تملك 25% من الائتلاف التجاري فإنها لن تنال من الشركات الأخرى الصينية والماليزية والنمساوية والروسية والسويدية والخليجية كما يتوقع أن تنضم إليها قريباً حسب مصادر وزارة الطاقة السودانية شركات يابانية.
ذلك فيما يتصل بالضغوط الخارجية على الشركات العاملة وأما المعارضة فقد توقفت هجماتها على الأنبوب الناقل للخام منذ أكثر من عام بسبب الرفض المتزايد شعبياً لهذه الهجمات التي تعتبر استهدافاً لمشروع وطني قومي يعول عليه في إسعاف الوضع الاقتصادي المتردي فضلاً عن تنامي وتصاعد الدعوة للحل السياسي السلمي الذي تتبناه اليوم مبادرات داخلية وخارجية أهمها مبادرة (دول الإيقاد) والمبادرة المصرية الليبية المشتركة.
وعندما ألحقت مؤخراً الحركة الشعبية لتحرير السودان قضية النفط بأجندتها جاعلة من وقف إنتاج النفط وعدم تصديره شرطاً لوقف إطلاق النار الدائم وجد ذلك التوجه رفضاً من أقرب الأقربين لها وهو الحزب الشيوعي السوداني الذي اتهمت سكرتاريته في بيان لها صدر في الأسابيع الأخيرة زعيم الحركة الشعبية بعدم الالتزام بالقضايا الوطنية الكبرى. وكذاك فعلت الأحزاب السياسية الأخرى ومن بينها حزب الأمة والمؤتمر الشعبي الذي وقع مع الحركة في فبراير 2004 ما عُرف بـ (تفاهم جنيف).

## الإعلام
رغم أنّ دستور 2011 يكفل حقّ الصحفيين في النقد السياسي، حدثت العديد من الاعتقالات خلال ذات العام، وجاء في سياق ذلك إغلاق جريدة «دستني». ومع نطق معظم وسائل الإعلام بالإنجليزية الذي كفلها الدستور، نشأت وسائل ناطقة بالعربية التي تعتبر اللغة المشتركة الأصلية في جنوب السودان، نظراً لعشرات الآلاف من خرّيجي جامعات مصر والسودان، ومن ضمنها صحيفة المصير وصحيفة الاستقلال.

## هوامش ومراجع
1. ↑  TCRSS.doc "The Transitional Constitution of the Republic of South Sudan, 2011". Government of South Sudan. مؤرشف من الأصل في 2012-10-17. اطلع عليه بتاريخ 2011-07-12. {{استشهاد ويب}}: تحقق من قيمة |مسار أرشيف= (مساعدة) Part One, 6(2). "English shall be the official working language in the Republic of South Sudan".
2. ↑  "At a Glance". Official portal. Government of Southern Sudan. 12 يوليو 2011. مؤرشف من الأصل في 2014-04-08. اطلع عليه بتاريخ 2011-07-24.
3. ↑  ""South Sudan Population Projections, 2020–2040 (pg.12)"" (PDF). www.nbs.gov.ss المكتب الوطني للإحصاء الجنوب سوداني (بالإنجليزية). Archived from the original (PDF) on 2025-07-26. Retrieved 2025-08-17.
4. 1 2 3 4 5 6 7 8 9 10 11 12 13 14 15 16  . قاعدة بيانات البنك الدولي. {{استشهاد ويب}}: الوسيط |title= غير موجود أو فارغ (من ويكي بيانات) (مساعدة) والوسيط |مسار= غير موجود أو فارع (مساعدة)
5. ↑  "GINI" [en]. مؤرشف من الأصل في 2023-01-17. اطلع عليه بتاريخ 2020-01-02.
6. 1 2 3 4  ""World Economic Outlook Database, April 2025 Edition" قاعدة بيانات البنك الدولي". IMF.org صندوق النقد الدولي. مؤرشف من الأصل في 2025-07-12. اطلع عليه بتاريخ 2025-08-17.
7. ↑  "GDP, PPP (current international $) / Data" [en]. قاعدة بيانات البنك الدولي. البنك الدولي. مؤرشف من الأصل في 2019-07-24. اطلع عليه بتاريخ 2019-06-08.
8. ↑   https://web.archive.org/web/20190404033335/https://www.imf.org/external/datamapper/NGDP_RPCH@WEO?year=2016. مؤرشف من الأصل في 2019-04-04. {{استشهاد ويب}}: الوسيط |title= غير موجود أو فارغ (مساعدة)
9. ↑  "Total reserves (includes gold, current US$) / Data" [en]. قاعدة بيانات البنك الدولي. البنك الدولي. مؤرشف من الأصل في 2019-07-27. اطلع عليه بتاريخ 2019-05-01.
10. ↑   https://data.worldbank.org/indicator/SI.POV.GINI. {{استشهاد ويب}}: |url= بحاجة لعنوان (مساعدة) والوسيط |title= غير موجود أو فارغ (من ويكي بيانات) (مساعدة)
11. ↑  تقرير التنمية البشرية، برنامج الأمم المتحدة الإنمائي، 2022، QID:Q1185686
12. ↑   https://web.archive.org/web/20190404033339/https://www.imf.org/external/datamapper/PCPIEPCH@WEO?year=2016. مؤرشف من الأصل في 2019-04-04. {{استشهاد ويب}}: الوسيط |title= غير موجود أو فارغ (مساعدة)
13. ↑  CNNArabic.com - الخرطوم تعترف بدولة جنوب السودان دون أبيي نسخة محفوظة 13 ديسمبر 2013 على موقع واي باك مشين.
14. ↑  Wells، John C. (2008)، Longman Pronunciation Dictionary (ط. 3rd)، Longman، ISBN:9781405881180
15. ↑  Roach، Peter (2011)، Cambridge English Pronouncing Dictionary (ط. 18th)، Cambridge: Cambridge University Press، ISBN:9780521152532
16. ↑  "South Sudan". كتاب حقائق العالم. وكالة المخابرات المركزية. 11 يوليو 2011. مؤرشف من الأصل في 2019-05-20. اطلع عليه بتاريخ 2011-07-14.
17. ↑  "UN classification of world regions". UN. مؤرشف من الأصل في 2019-05-11. اطلع عليه بتاريخ 2011-09-25.
18. ↑  "South Sudan profile". BBC. 5 يوليو 2011. مؤرشف من الأصل في 2019-04-22. اطلع عليه بتاريخ 2011-07-24.
19. ↑  "Broadcast of Declaration of Independence (part 1)". Youtube.com. 10 يوليو 2011. مؤرشف من الأصل في 2012-05-25. اطلع عليه بتاريخ 2013-05-02.
20. ↑  "Broadcast of Declaration of Independence (part 2)". Youtube.com. 19 يونيو 2011. مؤرشف من الأصل في 2012-05-25. اطلع عليه بتاريخ 2013-05-02.
21. ↑  Worsnip، Patrick (14 يوليو 2011). "South Sudan admitted to U.N. as 193rd member". رويترز. مؤرشف من الأصل في 2015-04-02. اطلع عليه بتاريخ 2011-07-24.
22. ↑  "UN welcomes South Sudan as 193rd Member State". United Nations News Service. 14 يوليو 2011. مؤرشف من الأصل في 2017-10-04. اطلع عليه بتاريخ 2011-07-14.
23. ↑  "South Sudan Becomes African Union's 54th Member". Voice of America News. 28 يوليو 2011. مؤرشف من الأصل في 2012-01-15. اطلع عليه بتاريخ 2011-07-28.
24. ↑  "South Sudan admitted into EAC", Daily Nation, 2 March 2016, reprinted at nation.co.ke, accessed 4 March 2016
25. ↑  "Ethiopia Agrees to Back Somalia Army Operations, IGAD Says". Bloomberg Businessweek. 25 نوفمبر 2011. مؤرشف من الأصل في 2012-08-19. اطلع عليه بتاريخ 2011-11-25.
26. ↑  "Freedom House Congratulates South Sudan for Signing the Geneva Conventions". Freedom House. 20 يوليو 2012. مؤرشف من الأصل في 2019-04-25. اطلع عليه بتاريخ 2012-07-20.
27. ↑  "After 6 years of war, will peace finally come to South Sudan?". www.aljazeera.com. مؤرشف من الأصل في 2020-08-20.
28. ↑  d e k u e k (15 فبراير 2020). "d e k u e k on Twitter: "So it has been decided that #SouthSudan shall revert to 10 states plus Abyei, Pibor and Ruweng Administrative Areas.â€Ś "". Twitter.com. مؤرشف من الأصل في 2020-02-15. اطلع عليه بتاريخ 2020-05-24.
29. ↑  "South Sudan's Muslims welcome secession". The Daily Star. 9 يناير 2011. مؤرشف من الأصل في 2012-10-24. اطلع عليه بتاريخ 2011-08-16.
30. ↑  "South Sudan profile". BBC News. 8 يوليو 2011. مؤرشف من الأصل في 2011-07-08. اطلع عليه بتاريخ 2011-07-09.
31. ↑  "South Sudan's Muslims welcome secession". وكالة فرانس برس. 8 يناير 2011. مؤرشف من الأصل في 2012-10-24. اطلع عليه بتاريخ 2011-08-15.
32. ↑  Kaufmann، Eric (2004). Rethinking ethnicity: majority groups and dominant minorities. Routledge. ص. 45. ISBN:978-0-203-56339-7. مؤرشف من الأصل في 2021-03-07.
33. ↑  Minahan, J. (2002). Encyclopedia of the Stateless Nations: S-Z. Greenwood Press. ص. 1786. ISBN:978-0-313-32384-3.
34. ↑  Arnold, G (2003). "Book Review: Douglas H. Johnson, The Root Causes of Sudan's Civil Wars". African Journal of Political Science. ج. 8 ع. 1: 147.
35. ↑  "Sudan". State.gov. مؤرشف من الأصل في 2018-08-02. اطلع عليه بتاريخ 2013-12-21.
36. ↑  "International Religious Freedom Report 2012 – South Sudan". وزارة الخارجية. مؤرشف من الأصل في 2019-12-12. اطلع عليه بتاريخ 2013-07-09.
37. ↑  "South Sudan To Respect Freedom Of Religion Says GOSS President | Sudan Radio Service". Sudanradio.org. 21 فبراير 2011. مؤرشف من الأصل في 2016-02-02. اطلع عليه بتاريخ 2011-07-09.
38. ↑  "Sudan needs English to build bridges between North and South" (بالإنجليزية). Archived from the original on 2022-03-29. Retrieved 2022-04-04.
39. ↑  "The Christian Times – First public library opens in South Sudan, advocates for peace". www.thechristiantimes.net. مؤرشف من الأصل في 2019-11-07. اطلع عليه بتاريخ 2019-11-07.
40. ↑  "Instilling a culture of reading; South Sudan looks forward to new public library". Audioboom (بالإنجليزية). Archived from the original on 2019-11-07. Retrieved 2019-11-07.
41. ↑  "UNCTAD acknowledges admission of South Sudan as forty-ninth LDC" (بالإنكليزية). UNCTAD. 21 Dec 2012. Archived from the original on 2017-10-07. Retrieved 2012-12-27.{{استشهاد بخبر}}:  صيانة الاستشهاد: لغة غير مدعومة (link)
42. ↑  رجاء دويدري (3 أكتوبر 2004). "السودان". الجزيرة نت. مؤرشف من الأصل في 2017-09-18.

## وصلات خارجية
- حكومة جنوب السودان (بالإنجليزية)
- معلومات عن جنوب السودان من بي بي سي نيوز.
- جنوب السودان.. معلومات أساسية - الجزيرة.نت / المعرفة